# (248970) Giannimorandi
(248970) Giannimorandi est un astéroïde de la ceinture principale.

## Description
(248970) Giannimorandi est un astéroïde de la ceinture principale. Il fut découvert le 19 janvier 2007 à Vallemare Borbona par Vincenzo Silvano Casulli. Il présente une orbite caractérisée par un demi-grand axe de 3,14 UA, une excentricité de 0,05 et une inclinaison de 17,8° par rapport à l'écliptique.

## Compléments